# Клиновец (Белгородская область)
Клинове́ц — село в Корочанском районе Белгородской области России. Входит в состав Бехтеевского сельского поселения. Малая родина Героя Советского Союза П. П. Кожанова.

## География
Находится в центральной части Белгородской области, в лесостепной зоне, в пределах Среднерусской возвышенности, при федеральной автотрассе М2, примерно в 7 км от Корочи, в 60 километрах от Белгорода. До административного центра — села Бехтеевка — 5 километров.

### Уличная сеть
В селе две улицы и один переулок. Главная улица — Кожанова, идёт параллельно трассе М-2. Несёт, также как и переулок Кожанова, память об именитом земляке, воине-герое Петра Кожанова. Вторая улица — Новая Соловьёвка, это начало дороги к хутору Новая Соловьёвка.

### Климат
Климат характеризуется как умеренно континентальный, с относительно мягкой зимой и тёплым продолжительным летом. Среднегодовая температура воздуха — 6 °C. Средняя температура воздуха самого холодного месяца (января) — −8,2 °C; самого тёплого месяца (июля) — 20,1 °C. Безморозный период длится 155 дней. Годовое количество атмосферных осадков составляет 452 мм, из которых 326 мм выпадает в период с апреля по октябрь. Снежный покров держится в течение 102 дней

## Население
| 2002 | 2010 |
| ---- | ---- |
| 254  | ↘194 |

Население многонационально. Наибольшая часть — русские. На втором месте — украинцы, так как область является приграничной. Население села и прилежащих к нему хуторов увеличивается с каждым годом за счёт мигрантов с других регионов России и Украины. В последние годы отношение числа умерших к числу родившихся сокращается.

## Известные уроженцы, жители
- Кожанов, Пётр Павлович (1917, Клиновец — 1943) — участник Великой Отечественной войны, Герой Советского Союза

## Инфраструктура
Личное подсобное хозяйство.
Отделение почтовой связи № 309230.

## Транспорт
Остановка общественного транспорта «Клиновец».